# Église protestante de Mulhausen
L'église protestante de Mulhausen est un monument historique situé à Mulhausen, dans le département français du Bas-Rhin.

## Localisation
Ce bâtiment est situé à Mulhausen.

## Historique
L'édifice fait l'objet d'une inscription au titre des monuments historiques depuis 1935.